# Källdal
Källdal är en by i nordvästra Skellefteå kommun.
Det är en by med få bofasta invånare och några sommarhus, 10 kilometer väster om Drängsmark.
I byn har det funnits olika företag, bland annat Anderssons Såg & Hyvleri som har drivits av Hannes & Martin Andersson.